# Дрібний пакет
Дрібні пакети — міжнародні рекомендовані поштові відправлення із зразками товарів, дрібними предметами подарункового та іншого характеру.

## Опис
Гранична маса дрібного пакета — до 2 кг, сума довжини, ширини і товщини не повинна перевищувати 900 мм, а найбільший вимір — 600 мм. Мінімальний розмір: 90×140 мм.
Для пересилання подаються до об'єкта поштового зв'язку у відкритому вигляді з перевіркою вкладення, а відправник повинен заповнити митну декларацію CN22 (з описом вкладення та зазначенням його вартості). з одержанням, що Приймання підтверджує розрахунковий документ, котрий видається відправнику.
Дрібні пакети доставляються та вручаються адресатові (одержувачу) під підпис.